# Пащенково (Крым)
Пащенково (до 1948 года Каравы; укр. Пащенкове, крымскотат. Qarav, Къарав) — исчезнувшее село в Ленинском районе Республики Крым, располагавшееся на юго-востоке района и Керченского полуострова, на берегу Чёрного моря у входа в Керченский пролив, примерно в 7,5 км к востоку от современного села Яковенково.

## История
Судя по доступным источникам, рыбацкое селение Каравы было основано в 1930-х годах, поскольку впервые встречается на километровой карте Генштаба Красной армии 1941 года, на которой в селе обозначено 2 двора, в составе Маяк-Салынского района (переименованного 14 декабря 1944 года в Приморский).
После освобождения Крыма от фашистов, 12 августа 1944 года было принято постановление № ГОКО-6372с «О переселении колхозников в районы Крыма» и в сентябре того же года в район приехали первые новоселы 204 семьи из Тамбовской области, а в начале 1950-х годов последовала вторая волна переселенцев из различных областей Украины. С 25 июня 1946 года селение в составе Крымской области РСФСР. Указом Президиума Верховного Совета РСФСР от 18 мая 1948 года, Каравы переименовали в Пащенково. 26 апреля 1954 года Крымская область была передана из состава РСФСР в состав УССР. Время включения в Заветненский сельсовет пока не установлено: на 15 июня 1960 года село уже числилось в его составе. Указом Президиума Верховного Совета УССР «Об укрупнении сельских районов Крымской области», от 30 декабря 1962 года Приморский район был упразднён и село присоединили к Ленинскому. Исключено из учетных данных в 1966 году (согласно справочнику «Крымская область. Административно-территориальное деление на 1 января 1968 года» — в период с 1954 по 1968 год, как посёлок Заветненского сельсовета).